# Circonscription de Ryan
La circonscription de Ryan est une circonscription électorale fédérale australienne dans le Queensland. Elle a été créée en 1949 et porte le nom de Thomas Ryan qui fut premier ministre du Queensland de 1915 à 1919.
Elle s'étend sur la lointaine banlieue ouest de Brisbane et couvre les quartiers de Bellbowrie, Moggill, Brookfield, Karana Downs, Lake Manchester, Chapel Hill, Ferny Grove, Fig Tree Pocket, Indooroopilly, Kenmore, Keperra, St Lucia, Taringa, Toowong, Auchenflower, Bardon (partie), The Gap, The western Centenary Suburbs. 

## Représentants
| Nom                    | Parti            | Période de mandat |
| ---------------------- | ---------------- | ----------------- |
| Nigel Drury            | Libéral          | 1949–1975         |
| John Moore             | Libéral          | 1975–2001         |
| Leonie Short           | Travailliste     | 2001–2001         |
| Michael Johnson        | Libéral          | 2001–2010         |
| Michael Johnson        | Indépendant      | 2010–2010         |
| Jane Prentice          | Libéral national | 2010-2019         |
| Julian Simmonds        | Libéral national | 2019-2022         |
| Elizabeth Watson-Brown | Verts            | 2022-en cours     |

## Résultats des élections
| Parti                                        | Parti                                | Candidat                     | Voix    | %     | ±      |
| -------------------------------------------- | ------------------------------------ | ---------------------------- | ------- | ----- | ------ |
|                                              | Libéral national                     | Julian Simmonds (en)         | 38 239  | 38,50 | −10,11 |
|                                              | Verts                                | Elizabeth Watson-Brown (en)  | 30 003  | 30,21 | +9,86  |
|                                              | Travailliste                         | Peter Cossar                 | 22 146  | 22,30 | −2,13  |
|                                              | Démocrates libéraux                  | Damian Coory                 | 2 582   | 2,60  | +2,60  |
|                                              | Une nation                           | Joel Love                    | 2 237   | 2,25  | +0,09  |
|                                              | UAP                                  | Kathryn Pollard              | 2 062   | 2,08  | +0,55  |
|                                              | AJP                                  | Jina Lipman                  | 1 088   | 1,10  | −0,82  |
|                                              | Progressistes                        | Janine Rees                  | 606     | 0,61  | +0,61  |
|                                              | Fédération                           | Axel Dancoisne               | 353     | 0,36  | +0,36  |
| Total des suffrages exprimés                 | Total des suffrages exprimés         | Total des suffrages exprimés | 99 316  | 96,94 | −0,66  |
| Votes nuls                                   | Votes nuls                           | Votes nuls                   | 3 140   | 3,06  | +0,66  |
| Participation                                | Participation                        | Participation                | 102 456 | 92,04 | −0,94  |
| Résultat de préférence bipartite (notionnel) |                                      |                              |         |       |        |
|                                              | Travailliste                         | Peter Cossar                 | 52 062  | 52,42 | +8,45  |
|                                              | Libéral national                     | Julian Simmonds (en)         | 47 254  | 47,58 | −8,45  |
| Résultat de préférence bicandidat            |                                      |                              |         |       |        |
|                                              | Verts                                | Elizabeth Watson-Brown (en)  | 52 286  | 52,65 | +52,65 |
|                                              | Libéral national                     | Julian Simmonds (en)         | 47 030  | 47,35 | −8,67  |
|                                              | Verts vainqueur sur Libéral national |                              |         |       |        |